# Comitato di Zala
Il comitato di Zala (in ungherese Zala vármegye, in latino Comitatus Zaladiensis)  è stato un antico comitato del Regno d'Ungheria, il cui territorio è oggi diviso tra Ungheria sudoccidentale, Slovenia orientale e Croazia settentrionale. Capoluogo del comitato era la città di Zalaegerszeg.

## Geografia fisica
Il comitato di Zala confinava con il territorio austriaco della Stiria, nonché con gli altri comitati di Vas, Veszprém, Somogy e Varasdino (quest'ultimo in Croazia-Slavonia). Il comitato era attraversato dal fiume Mura e bagnato a sud dal fiume Drava, che segnava il confine col Regno di Croazia e Slavonia; anche la sponda settentrionale del Lago Balaton faceva parte del comitato di Zala.

## Storia
In seguito al Trattato del Trianon (1920) la fascia sul confine occidentale entrò a far parte del nuovo Regno dei Serbi, Croati e Sloveni. Il resto del comitato rimase invece sotto sovranità ungherese e salvo piccole correzioni di confine operate nel 1950 (incrementi territoriali dal comitato di Vas e cessioni territoriali a favore del contiguo comitato di Veszprém) corrisponde in linea di massima all'odierna contea di Zala.
Dal 1991, quando la Slovenia e la Croazia si sono rese indipendenti, la parte ex jugoslava del comitato di Zala è divisa tra la Regione del Međimurje (in territorio croato) e la Provincia del Prekmurje (in Slovenia).